# Spodumène
Le spodumène est un minéral de la classe des silicates (sous-classe des inosilicates, famille des pyroxènes). De composition idéale LiAlSi2O6, il comporte généralement des traces de Fe, Mn, Mg, Ca, Na, K et H2O.

## Historique de la description et appellations

### Inventeur et étymologie
Première description par le minéralogiste José Bonifácio de Andrada e Silva en 1800.
Dénomination empruntée au grec σποδυμενος, spodumenos (« couleur de cendre »).

### Topotype
Mine de fer d'Utö (île d'Utö au sud de Stockholm, commune de Haninge, Södermanland, Suède).

### Synonymie
Le spodumène a été décrit plusieurs fois sous des termes synonymes :
- la killinite (Thomson), d'après la localité irlandaise de Killiney près de Dublin ;
- le triphane (Haüy) (ce mot signifie « qui a trois clivages également brillants ») ;
- la zéolithe de Suède (Dufrénoy)[4].

## Caractéristiques physico-chimiques

### Variétés

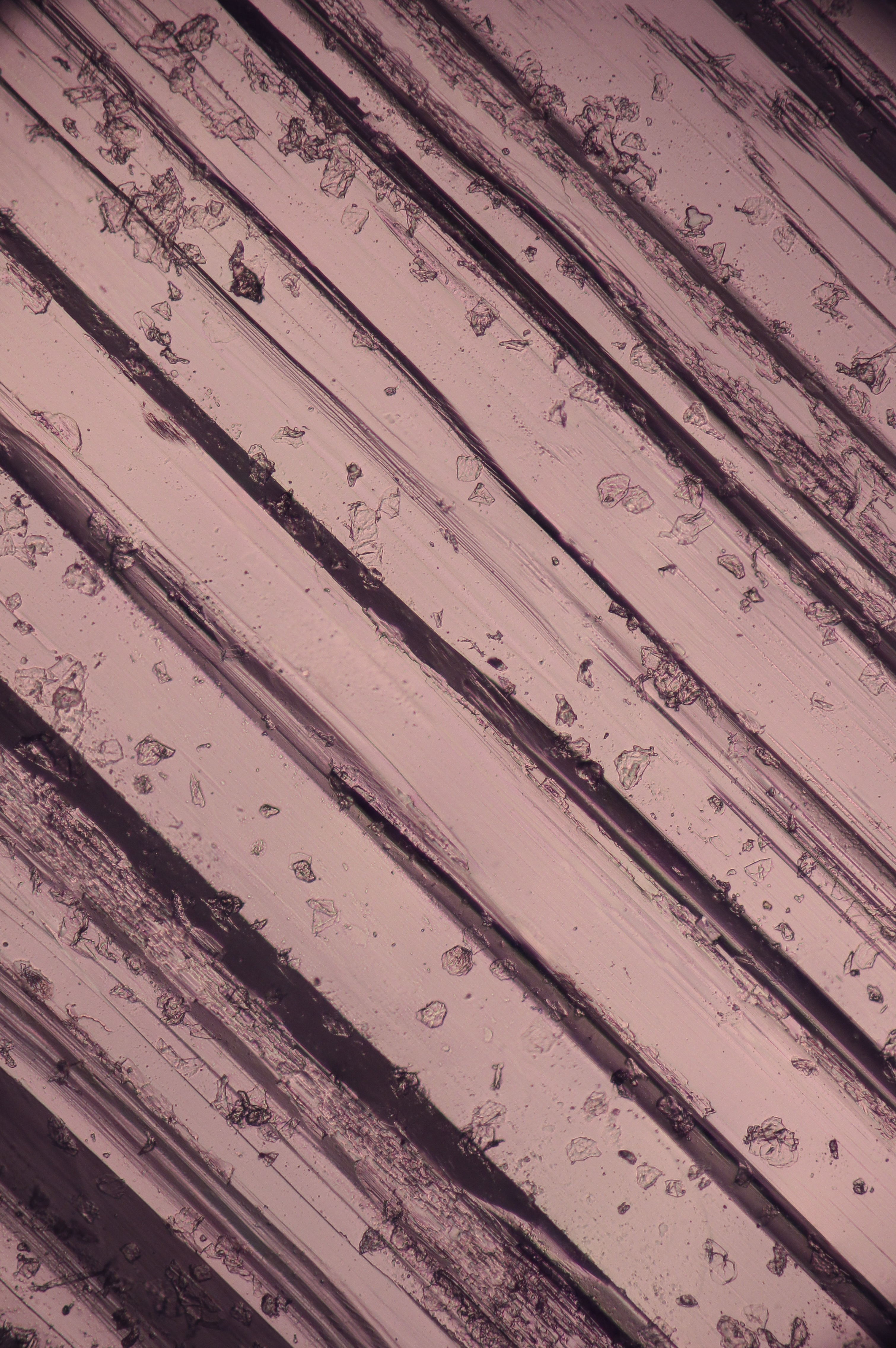
Kunzite vue au microscope x240.

- Hiddénite : variété verte nommée par le chimiste américain John Lawrence Smithp[5] en 1881 d’après le patronyme du minéralogiste américain William Earl Hidden[6] (1853-1918). Le topotype est Hiddenite, comté d'Alexander, Caroline du nord, États-Unis. La ville de Hiddenite (autrefois White Plains) doit son nom (depuis 1913) au minéral. En dehors de cette localité type elle se rencontre au Brésil, en Chine et à Madagascar.
- Kunzite : variété rose très recherchée pour sa forme gemme, nommée d'après le gemmologue américain George Frederick Kunz (1856-1932) qui l'a découverte en 1902. La coloration rose provient de traces de manganèse. Toutes les kunzites ne sont pas de qualité gemme. Certaines pierres voient leur couleur rehaussée par une irradiation artificielle (gamma ou neutron). À l’inverse, les kunzites de couleur naturelle peuvent pâlir si elles sont exposées au Soleil (blanchiment dû à la recombinaison des paires électron-trou des centres de couleur (Farbzentrum) créés par les radiations dans le réseau cristallin).

### Propriétés chimiques
Le spodumène s'altère facilement en eucryptite, muscovite et microcline.

## Gîtes et gisements

### Gîtologie et minéraux associés
GîtologieC'est un minéral relativement rare, même s'il donne parfois de très gros cristaux, un monocristal de 14,3 m  a été trouvé à  Black Hills dans le Dakota du Sud, États-Unis. C'est un minéral caractéristique des pegmatites riches en lithium.
Minéraux associésLe quartz, l'albite, la lépidolite, le béryl et la tourmaline.

### Gisements producteurs de spécimens remarquables
Afghanistan
- Laghman Nouristan
- Vallée de Kunar Nouristan

 Autriche
- Spodumen-Versuchsabbau (Brandrücken-Explorationsstollen), Brandrücken, Gebiet Moschkogel - Weinebene, Koralpe Carinthie[8]

 Brésil
- Mine de Sapucaia, Sapucaia do Norte, Galiléia, Minas Gerais (Kunzite)[9]
- Minas Novas, Jequitinhonha, Minas Gerais (Hiddénite)[10]

 Canada
- Mine North American Lithium de Contemporary Amperex Technology, La Corne, Abitibi-Témiscamingue, Québec
- Mine Whabouchi de Nemaska Lithium, Nemaska, territoire d'Eeyou-Istchee, Nord-du-Québec, Québec

 États-Unis
- Walnut Hill Pegmatite Prospect, Huntington, comté d'Hampshire, Massachusetts

 France
- Gwernavalou, Trémargat, Plounévez-Quintin, Côtes-d'Armor[11]

 Irlande
- Killiney, Comté de Dublin[12]

 Madagascar
- Manjaka (Ampatika; Sahananana), Vallée de Sahatany, Région de Betafo, Province d'Antananarivo[13]

 Suède
- Mine de fer d'Utö (île d'Utö, Haninge, Södermanland)[14]

## Galerie

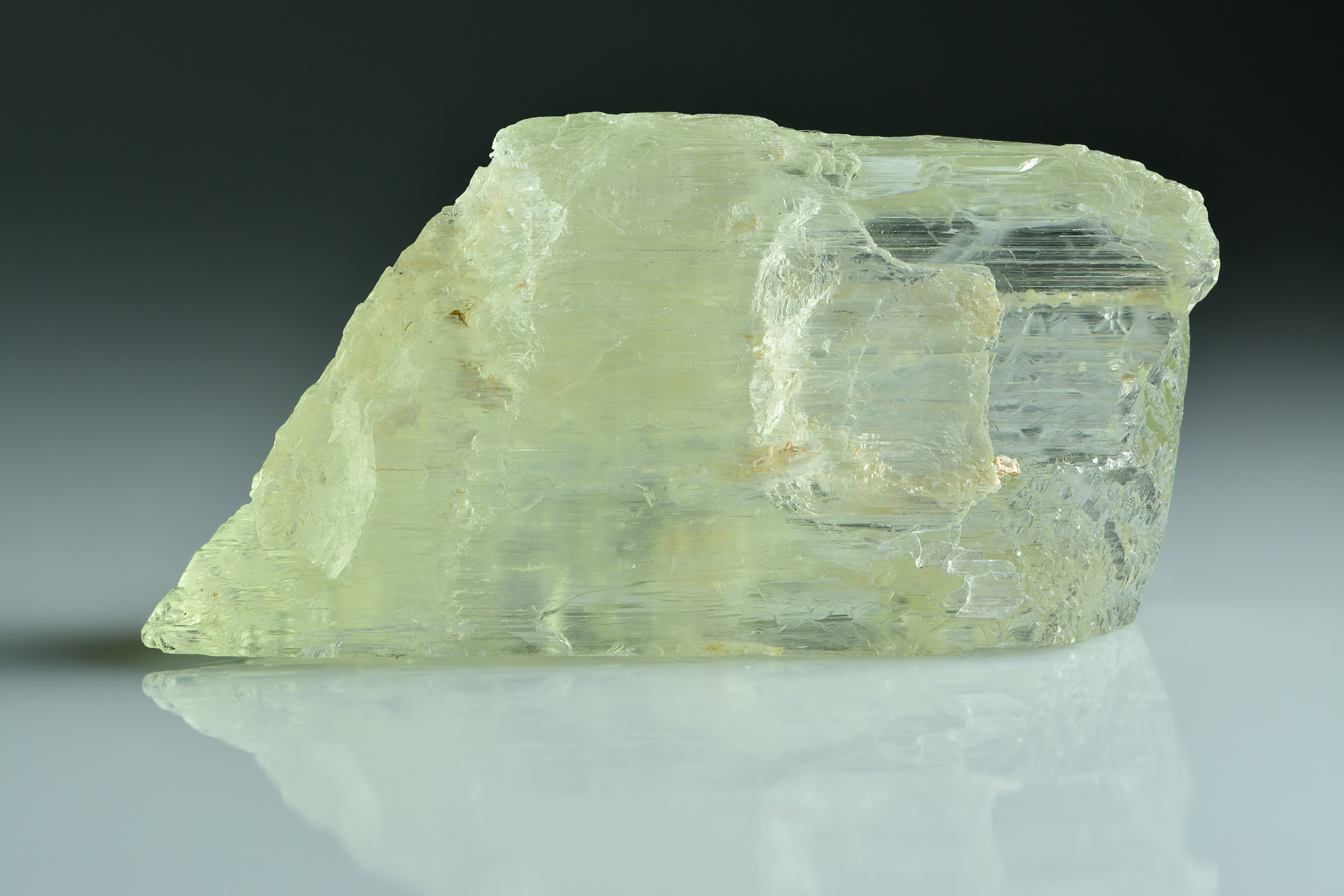
Hiddénite du Minas Gerais (Brésil).
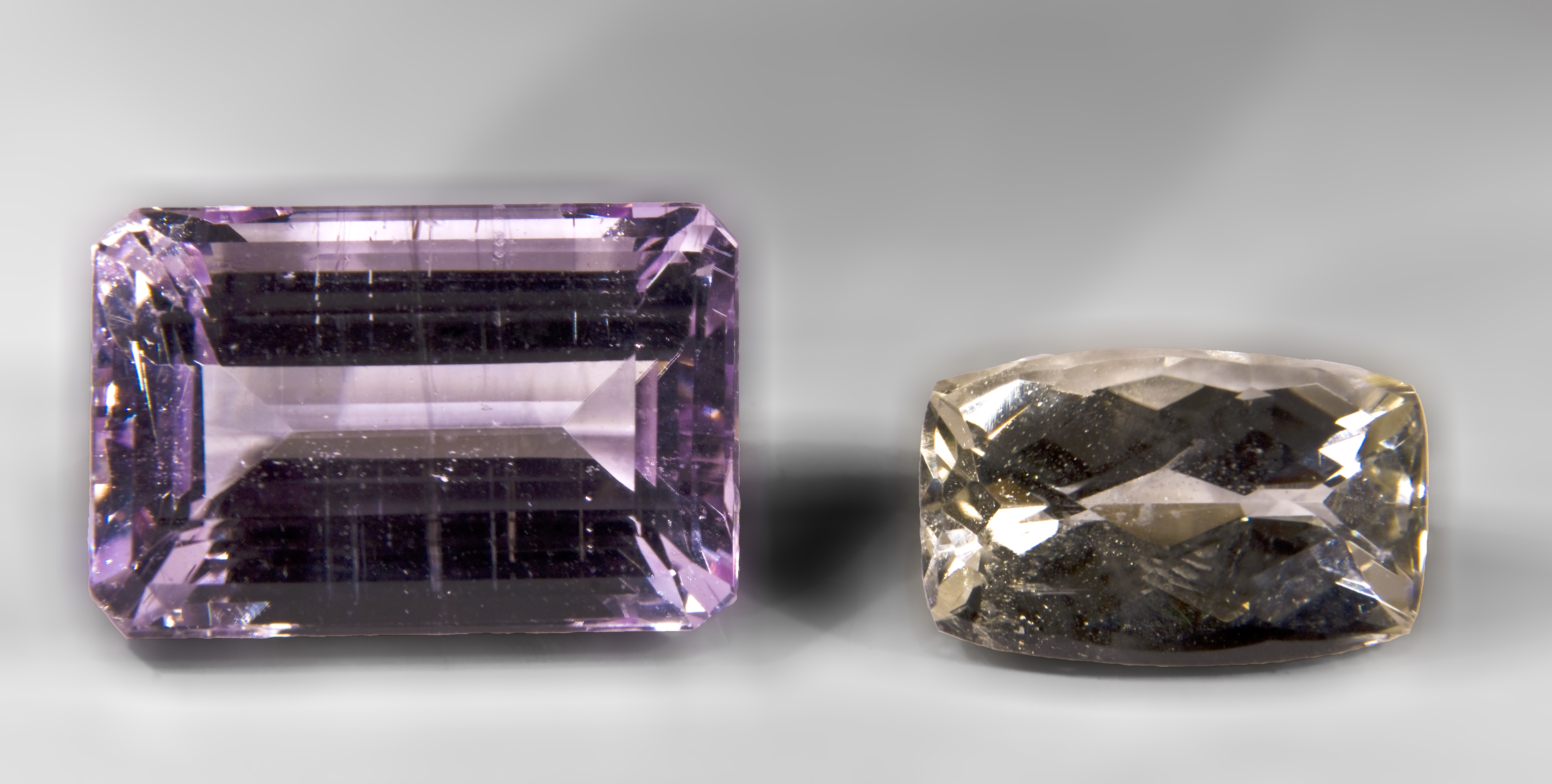
Kunzite et hiddénite taillées.

## Exploitation des gisements
Utilisations
- Auparavant, il était exploité comme source de lithium qui, aujourd'hui, est plutôt extrait d'autres minéraux, comme la pétalite et la lépidolite (mica contenant du lithium).
- Le spodumène est parfois utilisé en céramique pour la fabrication d'émaux de haute température.
- Les pierres gemmes sont taillées et utilisées en bijouterie du fait de leur fort pléochroïsme (phénomène optique dans lequel un minéral renvoie des couleurs différentes lorsqu'il est observé sous différents angles, en particulier avec une lumière polarisée).